# آنا مونتيرو باتشيكو
آنا مونتيرو باتشيكو (بالإسبانية: Ana Montero Pacheco، ولدت في 7 نوفمبر 1980، مدريد، إسبانيا) سبّاحة متزامنة إسبانية.
حصلت على الميدالية الذهبية في بطولة أوروبا للسباحة المتزامنة عام 2004.

## إنجازاتها

### بطولة العالم للسباحة (المتزامنة)
- 2003 برشلونة  إسبانيا:  ميدالية فضية في سباق السباحة المتزامنة في فئة الفرق- الكومبو الحرة (Combination routine).

### بطولة أوروبا للسباحة (المتزامنة)
- 2002 برلين  ألمانيا:  ميدالية فضية في سباق السباحة المتزامنة في فئة الفرق (Team routine).
- 2004 مدريد  إسبانيا:  ميدالية ذهبية في سباق السباحة المتزامنة في فئة الفرق- الكومبو (Combination routine).
- 2004 مدريد  إسبانيا:  ميدالية فضية في سباق السباحة المتزامنة في فئة الفرق (Team routine).